# Jorge Porcel
Jorge Raúl Porcel de Peralta (Buenos Aires, 7 de septiembre de 1936 - Miami, 16 de mayo de 2006) fue un actor, humorista y cantante argentino. Desde joven se dedicó al humor, y en sus filmes trabajó también haciendo una dupla cómica memorable junto a Alberto Olmedo.

## Trayectoria

### Sus comienzos en la radio
En 1958, Jorge Porcel estaba realizando imitaciones en un restaurante del porteño barrio de Barracas cuando fue descubierto por el popular animador uruguayo Juan Carlos Mareco, quien lo recomendó al año siguiente para el programa de radio La revista dislocada. En este histórico programa, creado por Délfor Dicásolo, tuvo como compañeros, entre otros, a Carlitos Balá, Mario Sapag, Nelly Beltrán y Raúl Rossi.

### Carrera como actor de cine
Su debut en la pantalla grande fue en 1962 con Disloque en Mar del Plata, pero su primer protagónico lo obtuvo en 1964 con la película El gordo Villanueva. Su consolidación a nivel internacional se dio, sin lugar a dudas, con su famoso dúo realizado con Alberto Olmedo, uno de los más recordados en la televisión y el cine argentino, a través de decenas de películas durante la década de 1970 y buena parte de los años 1980. Eran habituales las colaboraciones de los mismos actores invitados con papeles secundarios de diverso estilo, tales como Javier Portales, Mario Sánchez, Adolfo García Grau, Tincho Zabala, Moria Casán y Susana Giménez, con las que departieron en varias cintas. Algunos de ellos eran parte del elenco de programas televisivos que presentaron. La temática era diversa pero en general se caracterizaban por ser comedias livianas, con un alto contenido sexual (algunos semi desnudos femeninos) y dirigidas a un público adulto. 

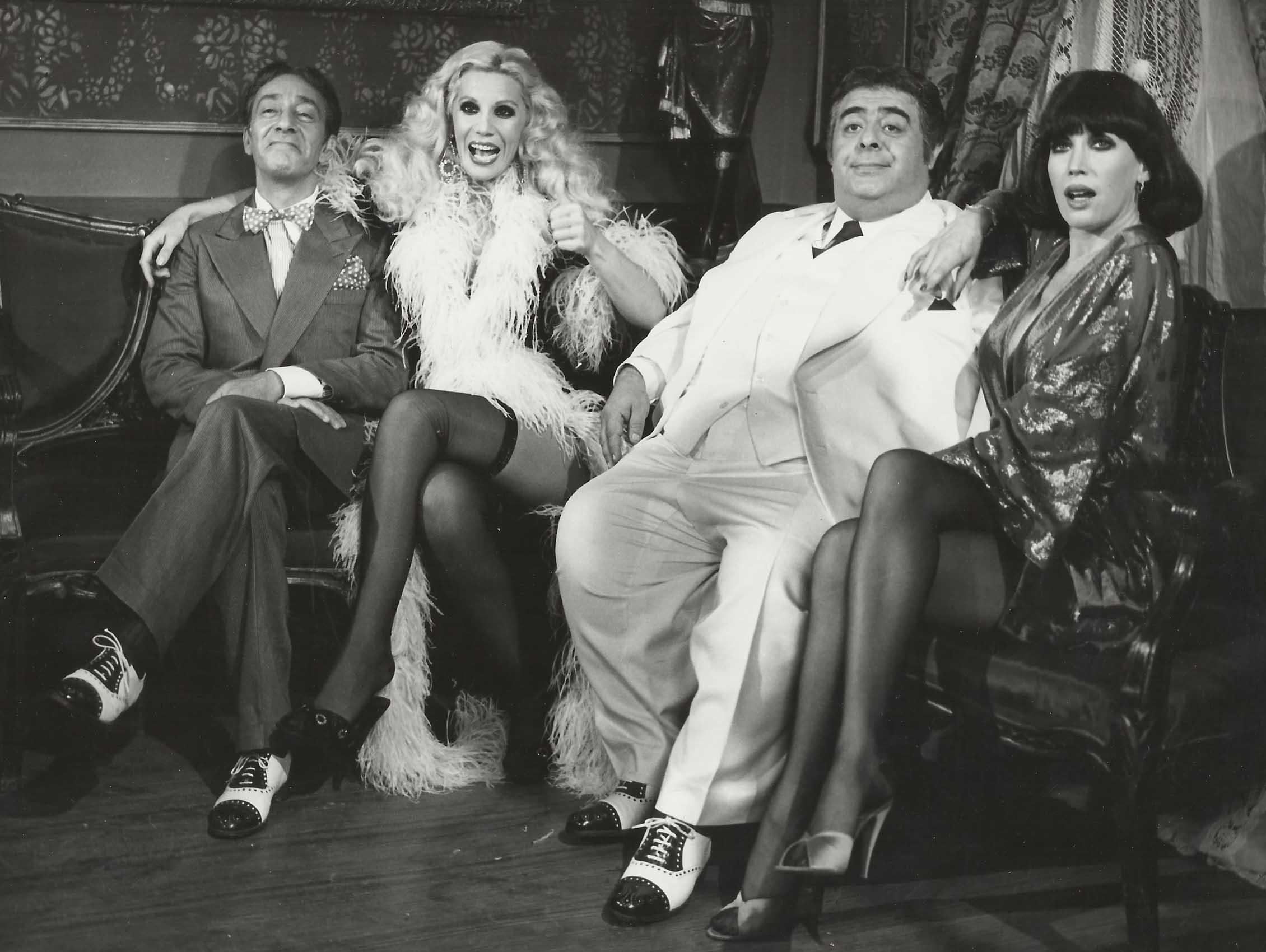
Alberto Olmedo, Susana Giménez, Jorge Porcel y Moria Casán en la película Las mujeres son cosa de guapos, de 1981.

Ciertas películas (aunque eran propias de Olmedo o de Porcel por separado) contaban con apariciones breves de su compañero respectivo. Dicha situación tan particular hacía difícil asociar un actor sin la presencia del otro. La mayoría fueron dirigidas por Gerardo Sofovich o por su hermano Hugo Sofovich. Unas cuantas fueron por Enrique Carreras, sin que se perdiera la línea temática. Ya en la década de 1980 hicieron películas con un tono más dirigido hacia la familia. Luego de ser ensombrecido el estreno de su última cinta junto a Alberto Olmedo (Atracción peculiar) por el deceso de su compañero y amigo en marzo de 1988, Porcel decide asumir otro rol de vida. Sin embargo, filma con la dirección habitual de Enrique Carreras la última película que realizaría en Argentina, llamada El profesor punk. Fue estrenada oficialmente el 7 de julio de 1988, tan sólo 4 meses después del accidente que causó la muerte de Olmedo. Sobre el final se ve en pantalla una dedicatoria a su amigo. Para el año de 1993, ya radicado en los Estados Unidos, intervino con un breve papel en el cine de Hollywood personificando a "Saso" en la película de Brian De Palma Carlito's Way, junto a Al Pacino. Esta sería su última película.

### Carrera como actor de televisión

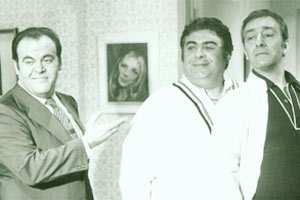
Javier Portales, Porcel y Alberto Olmedo, en una escena de la película Las turistas quieren guerra, de 1977.

En 1965 formó parte de la primera encarnación del programa Operación Ja-Já, de los hermanos Gerardo Sofovich y Hugo Sofovich.
En 1969 integró la mítica formación de El botón, de Gerardo y Hugo Sofovich, compartiendo elenco con Alberto Olmedo, Fidel Pintos, Juan Carlos Altavista, Haydeé Padilla, Mario Sapag, Tristán, Adolfo García Grau, Ernesto Bianco, Jorge Salcedo, Pepe Soriano, Javier Portales, María Rosa Fugazot, Dorys del Valle, Gogó Andreu, Carmen Morales, Mabel Manzotti y Vicente La Russa.
En 1972 se incorporó a la mesa de Polémica en el bar, de Gerardo Sofovich, junto a otros actores como Javier Portales, Fidel Pintos, Juan Carlos Altavista y Adolfo García Grau. Ese mismo año hizo dupla por primera vez con Alberto Olmedo ―algo que se repetiría muchísimas veces en el cine―, para el programa Fresco y Batata. El dúo instaló un nuevo modelo de comedia conocido como comedia picaresca, de gran éxito en los años 1970 y 1980.
En 1978 condujo El tío Porcel dedicado al público infantil.
A comienzos de la década de 1980 trabajó en dos programas de Gerardo Sofovich que superaban los 60 puntos de índice de audiencia: Polémica en el bar, donde hizo una dupla memorable con Juan Carlos Altavista y también compartió la mesa con Javier Portales, Mario Sánchez, Julio de Grazia y Rolo Puente; y Operación Ja-Já, donde reemplazó a Fidel Pintos para recrear un personaje a su medida, el peluquero Don Mateo.

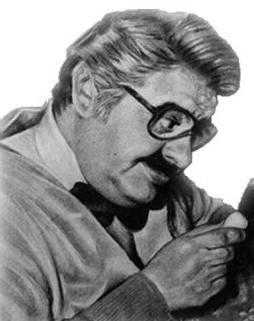
Porcel interpretando a Don Mateo.

Tras años de éxito, protagonizó ―apoyado en un elenco pero donde él ya era la figura excluyente― programas como Operación Porcel, ¿Lo viste a Porcel? (emitido por Canal 11 y en donde cantó el bolero Sabor a mí junto al cantor tanguero Polaco Goyeneche) y El circo más gordo del mundo. Finalizando esa década, por Canal 9, realizó el programa Las gatitas y ratones de Porcel, donde se destacó por sus personajes: "El Rofo" ―sátira del vendedor de periódicos "El Rafa"―, el Carnicero y la "Tota" ―caricatura de una vecina porteña―, junto al destacado cómico argentino Jorge Luz, quien componía "La Porota". En 1990, por el mismo canal, intentó repetir el éxito de Las gatitas y ratones con un nuevo ciclo de breve paso por la pantalla, Las bebitas y bebotes de Porcel, en el cual adoptó un humor más inocente e ingenuo, el cual no fue bien aceptado por el público.
Luego dejó en pausa su carrera para trasladarse a los Estados Unidos, donde realizó el programa A la cama con Porcel en Telemundo, que a pesar de haber durado sólo una temporada, es muy recordado por el público hispano en aquel país.
En el año 1994, ya radicado en los Estados Unidos, retornó por un tiempo a Argentina para realizar por el canal Telefé un ciclo junto a Jorge Luz, que fue su último trabajo en la televisión local, titulado La Tota y la Porota, el cual se basó en una forma de humor familiar e inocente, el cual tampoco logró repetir el éxito de los ciclos picarescos de los años ochenta.
En Chile, se presentó en el programa Jappening con Ja, en el sketch de La oficina como el Señor Petete, como también en el programa A la suerte de la olla.

### Carrera como actor de teatro
Debutó en la revista en 1966 y siempre se destacó en ese rubro en Buenos Aires y Mar del Plata. Entre las muchas obras que protagonizó están: El Maipo de gala (1976), escrita y dirigida por Gerardo Sofovich, junto a Ethel Rojo, Alberto Olmedo, Adolfo García Grau, Carmen Barbieri y Enrique Pinti; En el Astros, las estrellas (1975), también de Gerardo Sofovich, con Susana Giménez, Tristán y Vicente Rubino; La revista nunca vista (1978), con Ethel Rojo, Olmedo, Don Pelele y Juan Carlos Calabró; La revista de las súper estrellas (1981), junto a Moria Casán, Olmedo y Susana Giménez; Seguimos rompiendo las olas (1982), con libro y dirección de Hugo Sofovich con Casán, Olmedo y Portales; Prohibida (1983), junto a Olmedo, Patricia Dal y Mario Sapag. En 1974, Jorge Porcel encabezó un elenco que completaban Nélida Roca y Susana Giménez en el teatro Astros que tuvo gran afluencia de público (vendió 285 000 entradas), La revista de oro, de Gerardo Sofovich.
También dirigió y protagonizó obras de comedia como ¿No es fino? y Se pudrió todo en la Avenida Corrientes de Buenos Aires.

### Música
En 1980 grabó el disco de boleros Puro corazón. Jorge Porcel era un amante de la música y en sus programas cantaba boleros, como en Las gatitas y ratones de Porcel (donde estaba habitualmente acompañado por el pianista Mike Ribas) y en ¿Lo viste a Porcel?. Con su personaje de Don Mateo participó de un disco del programa Operación Ja-Já, cantando junto a Rolo Puente el éxito de Leo Dan «Libre, solterito y sin nadie».

### Historieta
En la década de 1970, durante varios años, Cielosur Editora publicó varias revistas dedicadas a personajes de televisión, como Piluso, Minguito y el Gordo Porcel. Las aventuras del Gordo Porcel fue el título de la dedicada a Jorge. La trama habitual ―con dibujos de Francisco Mazza― consistía en que el Gordo se metía en líos y confusiones varias, en el tiempo que le dejaban las comilonas que le preparaba su madre, con quien vivía. Otros personajes habituales eran su novia y su perro Banana, que tenía su propia historieta.

### Cambio de rumbo
La muerte repentina y prematura de Olmedo marcó significativamente el rumbo en la vida de Porcel. Rodó su anteúltimo film, El profesor punk, estrenada el 7 de julio de 1988 en Argentina, y a comienzos de 1991 decide radicarse permanentemente en la ciudad de Miami, Estados Unidos, motivado inicialmente por una oferta para presentar un show nocturno de variedades para adultos llamado A la cama con Porcel / To the Bed with Porcel, donde debuta el 14 de enero de 1991 por la cadena televisiva Telemundo.
En 1993 participó de la famosa película Carlito's Way, como parte del elenco encabezado por el actor Al Pacino. Esta sería su última incursión cinematográfica, tras una extensa carrera.
En 1995 y hasta sus últimos días de vida se convirtió al cristianismo evangélico, y llegó a oficiar como pastor. Incluso cuestionó duramente su vida anterior llena de excesos, "gatitas" y lujos, admitiendo que el dinero y la popularidad es efímera, pero el calor y el cariño del público es eterno. También para esos años creó un restaurante de comida argentina e italiana en Miami, llamado A la pasta con Porcel, adornado con imágenes y caricaturas que recordaban su época como actor.

### Sus últimos años de vida
A finales de los años 1990, la salud de Porcel se empezó a deteriorar. Probó sin éxito varias dietas. Después se sumó una diabetes que complicó su condición clínica. "El gordo", como lo conocían en el mundo del espectáculo, sufrió durante varios años el mal de Parkinson y problemas de columna que lo obligaron a movilizarse en silla de ruedas. En diciembre de 2005 había sido sometido a una operación de apéndice de la cual se había recobrado favorablemente. En comunicado de prensa en 2006 el vocero oficial de la familia, Alberto Ávila, indicó: «Porcel ya había vendido un restaurante que poseía en Miami, y lo único que estaba haciendo era terminar una serie de libros sobre el Cristianismo Evangélico, fe que profesaba».

### Fallecimiento
Jorge Porcel falleció el martes 16 de mayo de 2006, a los 69 años, por una complicación de una operación de vesícula a la que había sido sometido. Sufrió un paro cardiorrespiratorio en el Mercy Hospital de Miami. Según su vocero, Ávila, Porcel murió a las 19:20: "Jorge se había sobrepuesto a varias intervenciones a las que fue sometido anteriormente, pero su exceso de peso, que fue algo siempre bastante complejo, y la enfermedad de Parkinson lo habían hecho pasar por un momento complicado durante los últimos años de su vida (...), lo llevaron al desenlace final de un paro cardiorrespiratorio motivo de su fallecimiento", explicó Ávila. Sus restos fueron velados en los Estados Unidos y luego trasladados a Argentina para su inhumación en el cementerio de la Chacarita. Debido a su profesión de fe evangélica, la familia evitó la capilla ardiente del cementerio y efectuó una pequeña ceremonia de despedida en el Panteón de Actores celebrada por un pastor relacionado con su fe.

## Trascendencia
Jorge Porcel es considerado uno de los cómicos más importantes de la Argentina, tanto en solitario como en dupla con Alberto Olmedo. Porcel dejó varias frases que quedaron en el lenguaje popular, siendo las más recordadas:
- ¡Son años!
- ¿No es fino?
- Juan Carlos Altavista en su personaje de Minguito Tinguitella le decía «¿Qué hacé, Tri Tri?».

[A Porcel] Le decíamos «El Chancho». Obviamente el apodo era a escondidas. A él le decíamos «Gordo», lo de «Chancho» era en privado.
Susana Giménez

Otro de los sobrenombres con los que se referían a Porcel era Gordel. Se lo había puesto Gerardo Sofovich, calificándolo como "lo más grande que tenía Buenos Aires".
Varias actrices y vedettes que trabajaron con Porcel ―como Noemí Alan, Moria Casán, Susana Giménez y Beatriz Salomón― comentaron en los medios que el comediante era a menudo una mala persona:

En muchas oportunidades, Jorge se olvidaba del concepto que tenía que expresar, hacía un sonido de gárgaras y agregaba con mucha soberbia: «Escuchame nena, ¿por qué no te vas a caminar?». Y cuando me daba vuelta decía: «La gente a vos te mira por esto» (y me señalaba la cola). Había una actitud de menosprecio y él no se hacía cargo de su error. [...] En la primera temporada me banqué todo esto. A partir de la segunda, dije basta. Le comenté a Gerardo Sofovich que si [Porcel] seguía con esta mecánica yo lo iba a insultar en el segmento que se emitía en vivo. A partir de esa instancia nunca más me molestó. [...] Él maltrataba y menospreciaba, sobre todo, a la gente que se encontraba debajo de su nivel. Sofovich lo mandaba al carajo y el Gordo ni chistaba. Él luego empleaba esta misma mecánica, como la ley del gallinero. Al hermano [Tito Porcel] lo trataba de la misma manera. De una manera muy despótica, era como una especie de sirviente. Recuerdo que en ese entonces Tito vivía en una casa muy venida a menos en Avellaneda. [...] Después compartí en mi casa de Mar del Plata algunas cenas con Porcel y su pareja, Luisita Albinoni, de quien me hice muy amiga. Cenábamos los ravioles que hacía mi vieja. También fuimos a comer a algunos restaurantes de onda de ese entonces y Porcel devoraba la comida. Era impresionante verlo comer, tres o cuatro platos era lo mínimo.
Noemí Alan

Porcel no era querido, era una mala persona. Éramos compañeros, pero no amigos. No era buen compañero. [...] Con él [Alberto Olmedo] era distinto, éramos amigos.
Susana Giménez

## Teatro
- Maipísimo (1967, Teatro Maipo) con Don Pelele, Ámbar La Fox, Rafael Carret, Hilda Mayo, Amparito Castro, Marianito Bauzá, Pedro Sombra, Adolfo García Grau y Hugo del Carril[16]
- Minifalditis (1968, Teatro Maipo) con Rafael Carret, Zaima Beleño, Osvaldo Pacheco, Pochi Grey, Lila Zaida, Jovita Luna y el dúo (Anchart/Bal).
- Las 40 primaveras (1968, Teatro Maipo) con Osvaldo Pacheco, Zaima Beleño, Juan Carlos Altavista, Pochi Grey, Pedro Sombra, Violeta Rivas y Néstor Fabián
- Buenos Aires 2001/Escándalo en el Maipo (1969, Teatro Maipo) con Jorge Luz, Hilda Mayo, Alberto Anchart, Gladys Lorens, Liana Duamine, Elvia Evans, Pedro Sombra, Ruth Durante y Los Bombos Tehuelches
- El Maipo en Luna Nueva (1969, Teatro Maipo) con Don Pelele, Alberto Anchart, Norma Pons, Mimí Pons, Carlos Scazziotta, Pedro Sombra, Adriana Parets, Gloria Prat, Rocky Pontoni
- El Maipazo del año (1971, Teatro Maipo) protagonizada por José Marrone y Nélida Lobato con Don Pelele, Haydée Padilla, Alberto Anchart, Adriana Parets, Los Ranqueles, Sal Angélica, Oscar Valicelli, Herman el insólito, The Royal Bluebell Girls y Ricardo Ferrante
- Gran despiplume en el Maipo (1972, Teatro Maipo) protagonizada por Nélida Lobato con Haydée Padilla, Juan Carlos Altavista, Norman Briski, Mónica Lander, Elizabeth Aidil, Oscar Valicelli, Julio Fedel y The Royal Bluebell Girls
- El despiplume sigue andando (1973, Teatro Maipo) con Haydée Padilla, Juan Carlos Calabró, Beba Granados, Pochi Grey, Oscar Valicelli, Susana Rubio y Julio Fedel
- Maipo Superstar (1973, Teatro Maipo) con Ethel Rojo, Gogó Rojo, Dringue Farías, Osvaldo Pacheco, Juan Carlos Calabró, Virginia Luque, Gladys Llorens y Oscar Varicelli
- La Revista de Oro, de Gerardo Sofovich (1974, Teatro Astros) con Nélida Roca, Susana Giménez, Alfredo Barbieri, Don Pelele, Nelly Lainez, Vicente Rubino, Fidel Pintos, Carlos Scazziota, Alberto Irízar, Mario Sánchez, Karen Mails, Tita e Isabel Coel, Mirtha Amat y Rorian Zambelli[17]
- En el Astros, las estrellas (1975, Teatro Astros), de Gerardo Sofovich, con Susana Giménez, Tristán y Vicente Rubino
- El Maipo de gala (1976, Teatro Maipo) de Gerardo Sofovich con Ethel Rojo, Alberto Olmedo, Adolfo García Grau, Alberto Irízar, Tristán, Pedro Sombra, Miguel Jordán, Guadalupe, Argentina Trío, monologuista invitado Enrique Pinti y la vedette Carmen Barbieri.
- La revista nunca vista (1978), con Ethel Rojo, Olmedo, Don Pelele, Juan Carlos Calabró
- No rompan las olas (1981, Teatro Ópera, Mar del Plata) con Alberto Olmedo, Susana Giménez y Moria Casán.
- La revista de las súper estrellas (1981, Teatro Metropolitan, Buenos Aires – Mar del Plata) con Alberto Olmedo, Susana Giménez y Moria Casán.
- Seguimos rompiendo las olas (1982, Mar del Plata), con libro y dirección de Hugo Sofovich con Casán, Olmedo y Portales
- El loquero en la revista (1982, Teatro Metropolitan) junto a Alberto Olmedo, Moria Casán, Pimpinela, Valeria Lynch y elenco
- Prohibida (1983), junto a Olmedo, Patricia Dal y Mario Sapag
- ¿No es fino? (1985-1986, Teatro Provincial de Mar del Plata y Teatro Astral de Buenos Aires) junto a Jorge Luz, Katja Alemann, Judith Gabbani, Sandra Villarruel, Irem Bekter, Horacio Heredia y Guillermo Blanco.
- Hay fiesta en el conventillo (1988-1989, Teatro Provincial de Mar del Plata; Teatro Brodway y Teatro Metrópolis en Buenos Aires) junto a Jorge Luz, Beatriz Salomón, Adriana Brodsky, Tito Mendoza, Leticia Moreira, Alberto Mazzini y Cecilia Novoa.
- Se pudrió todo (1989-1990, Teatro Provincial de Mar del Plata) junto a Jorge Luz, Beatriz Salomón, Delfor Medina, Leticia Moreira, Tito Mendoza, Alberto Mazzini, Judith Gabbani, Andrea del Frate, Sandy Brandauer, Cecilia Oviedo, Rita Riviera, Guillermo Gramuglia (bailarín).

(Protagonizó y participó también en otras obras del género "revista").

## Cine
- 1964: Disloque en Mar del Plata
- 1964: El gordo Villanueva
- 1965: Disloque en el presidio
- 1967: Villa Cariño
- 1968: Coche cama, alojamiento
- 1968: Villa Cariño está que arde
- 1969: Desnuda en la arena
- 1969: El bulín
- 1969: Flor de piolas
- 1970: Pasión dominguera (no estrenada comercialmente).
- 1973: Los caballeros de la cama redonda
- 1973: Hoy le toca a mi mujer
- 1973: Los doctores las prefieren desnudas
- 1973: La casa del amor
- 1974: Los vampiros los prefieren gorditos
- 1974: Hay que romper la rutina
- 1975: Mi novia el travesti (cameo)
- 1975: Maridos en vacaciones
- 1976: El gordo de América
- 1976: Los hombres sólo piensan en eso
- 1977: Basta de mujeres (cameo)
- 1977: Las turistas quieren guerra
- 1977: El gordo catástrofe
- 1978: Mi mujer no es mi señora (cameo)
- 1978: Fotógrafo de señoras
- 1978: Encuentros muy cercanos con señoras de cualquier tipo
- 1979: Custodio de señoras
- 1979: Expertos en pinchazos
- 1979: El rey de los exhortos (cameo)
- 1980: Así no hay cama que aguante
- 1980: A los cirujanos se les va la mano
- 1980: Departamento compartido (cameo)
- 1981: Te rompo el rating
- 1981: Las mujeres son cosa de guapos
- 1981: Amante para dos  (cameo)
- 1982: Un terceto peculiar
- 1982: Los fierecillos indomables
- 1983: Los fierecillos se divierten
- 1983: Los extraterrestres
- 1984: Los reyes del sablazo
- 1984: Sálvese quien pueda
- 1985: Mirame la palomita
- 1986: Los colimbas se divierten
- 1986: Rambito y Rambón, primera misión
- 1987: Los colimbas al ataque
- 1987: Galería del terror
- 1988: Atracción peculiar
- 1988: El profesor punk
- 1988: Porcel al verde vivo ―no exhibida en cines―
- 1989: No es fino? ―es la grabación de la obra de teatro―
- 1989: Hay fiesta en el conventillo ―es la grabación de la obra de teatro―
- 1990: En la cocina de Porcel ―no exhibida en cines―
- 1991: Porcel: Como conquistar mujeres ―no exhibida en cines―
- 1992: Se pudrió todo ―grabación de la obra teatral―
- 1993: Carlito's Way
- 1995: Corona contraataca ―no exhibida en cines―, participación especial.

## Programas de televisión
- 1963: Operación Ja-Já (en los sketchs «La peluquería de Fidel» y «Polémica en el bar»).
- 1964: Los sueños del gordo Porcel
- 1965: La matraca
- 1969: El botón
- 1969: Domingos de teatro cómico
- 1970: El chaleco
- 1972  (y entre 1981 y 1983): Polémica en el bar
- 1973: Fresco y Batata (con Alberto Olmedo)
- 1973-1975 (y en 1984): Porcelandia.
- 1974-1975: Garrafa
- 1977: Porcelandia Show
- 1977: Desnudas
- 1978: El tío Porcel ―programa infantil―
- 1980: Porcel para todos
- 1981: Luz, cámara, acción
- 1980-1983: Operación Ja-Já -sketch La peluquería de Don Mateo
- 1981-1983 (y 1972): Polémica en el bar
- 1984 (y entre 1973 y 1975): Porcelandia.
- 1984: Lo viste a Porcel?
- 1984-1987: Jappening con Ja (en el segmento «La oficina» como el señor Petete).
- 1985: Operación Porcel
- 1985-1986: El circo más gordo del mundo
- 1987-1990: Las gatitas y ratones de Porcel
- 1990: Las bebitas y bebotes de Porcel
- 1990: Club de hombres
- 1991: A la cama con Porcel
- 1994: Cartón lleno, Telefé
- 1994: La piñata (sketch "La Tota y la Porota" junto a Jorge Luz).
- 1997: Polémica en el bar

## Programas de radio
- Años 1950: La revista dislocada, junto a Délfor Dicásolo, Carlos Balá y Mario Sapag, entre otros.
- 1979: Gente de hoy, junto a Canela, por Radio El Mundo.
- 1984: Porcel más dos, junto a Carlos Burone y Jorge Vaccari, por Radio Continental.

## Discografía
- 1976: "Botoncitos de Zarzuelas", junto a Fidel Pintos, Adolfo García Grau, Carmen Morales, María Rosa Fugazot y Alberto Olmedo - Microfon Argentina S.R.L.
- 1980: "Puro corazón" - Epic
- 1980: "Si todos fuesen como tú / Soy puro corazón" (sencillo) - Epic

## Premios y nominaciones

### Premios Martín Fierro
- 1970: Labor cómica - ganador
- 1972: Labor cómica - nominado
- 1973: Labor cómica masculina -  ganador
- 1974: Labor cómica masculina -  nominado[18]

### Premios Konex
- 1981: Diploma al Mérito - Actor de variedades[19]